# Gecinulus grantia
El pito del bambú norteño (Gecinulus grantia) es una especie de ave piciforme de la familia Picidae que vive en Asia.

## Distribución y hábitat
Se encuentra en los bosques y selvas de Bangladés, Birmania, Bután, el sur de China, noreste de la India, Laos, Nepal, Tailandia y Vietnam.

## Taxonomía
Se reconocen cuatro subespecies:
- Gecinulus grantia grantia (Horsfield, 1840)
- Gecinulus grantia indochinensis (Delacour, 1927)
- Gecinulus grantia poilanei (Deignan, 1950)
- Gecinulus grantia viridanus (Slater, 1897)